# Gomalandet
Gomalandet est une petite île de la commune de Kristiansund, du comté de Møre et Romsdal, dans la mer de Norvège.

## Description
L'île de 5,9 km2 est divisée en deux par l'entrée de le crique de Vågen, avec la moitié ouest appelée Kirkelandet et la moitié orientale appelée Gomalandet. Il s'agit de l'île principale de la ville de Kristiansund, avec l'île d'Innlandet au sud-ouest, l'île de Nordlandet au sud-est et l'île de Skorpa à l'est.
La route nationale 70 mène du centre-ville autour de Vågen, à travers Gomalandet et par le pont de Nordsund (en) jusqu'à l'île de Nordlandet, et sur le continent par la liaison continentale de Kristiansund (en) (Krifast).

## Galerie

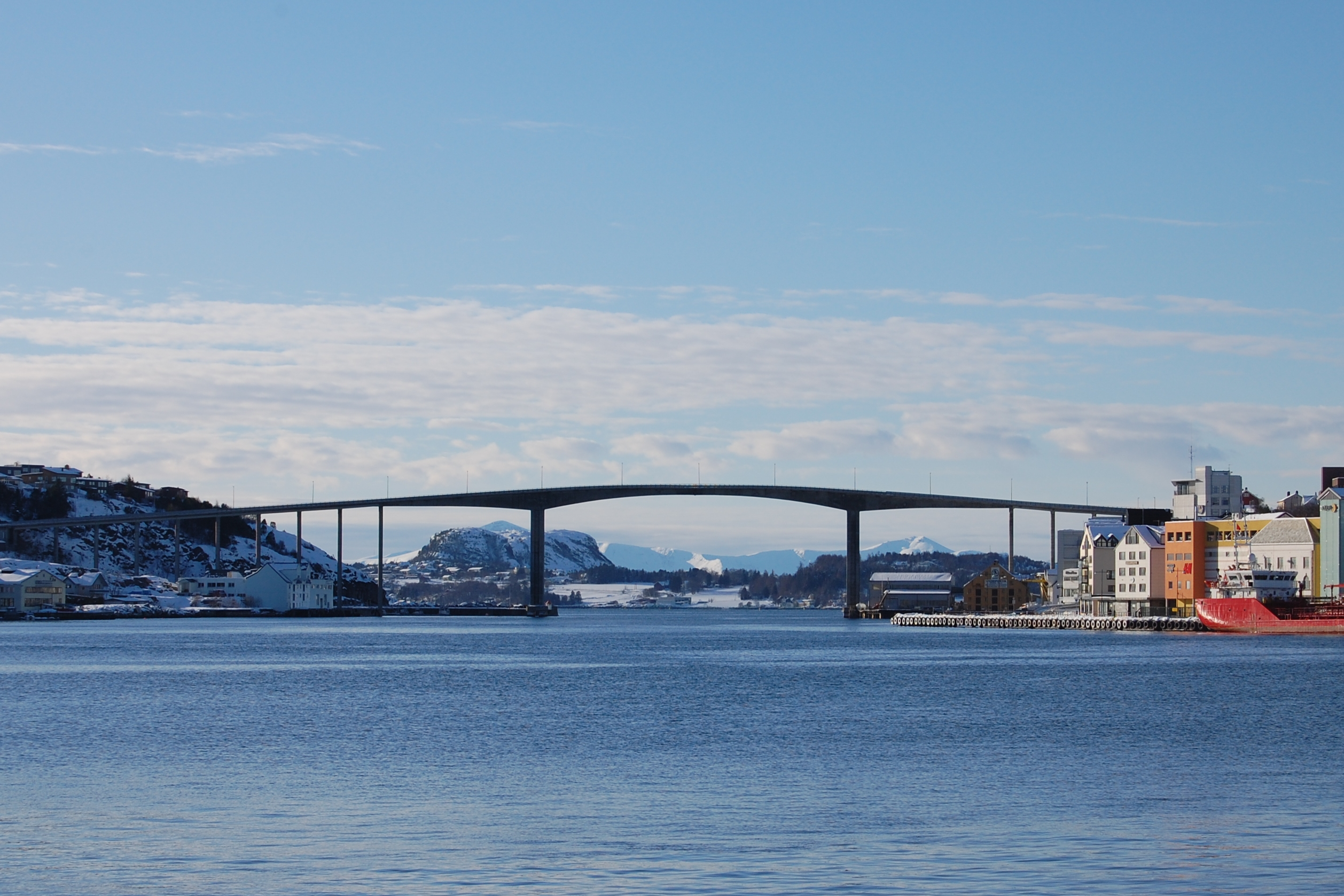
Pont de Sordsund
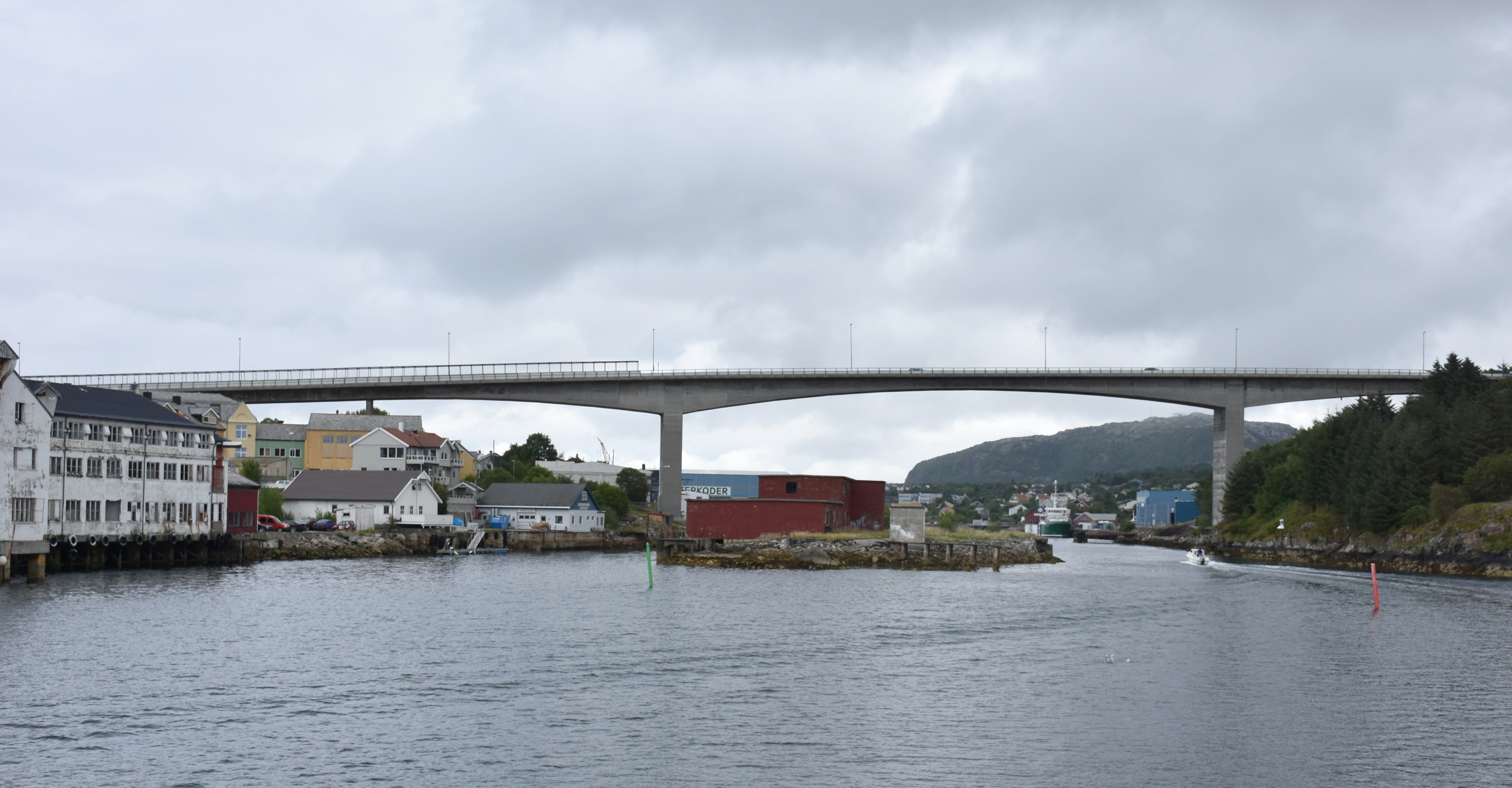
Pont de Nordsund